# Tashi Rinchen
Tashi Rinchen (1824-1865) was van 1846 tot 1865 de vijfendertigste sakya trizin, de hoogste geestelijk leider van de sakyatraditie in het Tibetaans boeddhisme.